# Aphantopus cabeaui
Aphantopus cabeaui är en fjärilsart som beskrevs av Pionneau 1929. Aphantopus cabeaui ingår i släktet Aphantopus och familjen praktfjärilar. Inga underarter finns listade i Catalogue of Life.